# 全球入侵物種資料庫
全球入侵物種資料庫（Global Invasive Species Database），是一个关于全世界入侵物种的在线数据库，由世界自然保护联盟下属的入侵物种专家组（ISSG）负责运营。该数据库发布世界百大外来入侵种。